# Chris Evert
Christine Marie Evert (n. 21 decembrie 1954, Fort Lauderdale, Florida, SUA) este o fostă jucătoare americană de tenis. Chris a fost cel mai mult timp (1000 de zile) sportiva numărul 1 la tenis. Este considerată și în prezent ca una din cele mai bune jucătoare de tenis din lume. Punctul ei tare era lovitura necruțătoare cu reverul. Pentru iubitorii de tenis, au rămas neuitate duelurile ei cu marea sportivă Martina Navrátilová.
| Poz. | Numele sportivei      | #   |
| 1    | Steffi Graf           | 377 |
| 2    | / Martina Navratilova | 332 |
| 3    | Serena Williams       | 319 |
| 4    | Chris Evert           | 260 |
| 5    | Martina Hingis        | 209 |
| 6    | / Monica Seles        | 178 |
| 7    | Justine Henin         | 117 |
| 8    | Lindsay Davenport     | 98  |
| 9    | Ashleigh Barty        | 88  |
| 10   | Caroline Wozniacki    | 71  |
| ---- | --------------------- | --- |

## Palmares
Chris Evert a fost timp de 1.000 de zile, jucătoarea numărul 1 mondial în tenis, repurtând 1.309 de victorii, 146 de înfrângeri, cu un procent de 90 % în favoarea învingerilor. Evert a ajuns pe lista campioanelor de 5 ori pe primul loc, câștigând 18 titluri Grand-Slam la individual și la dublu. În 1974, Evert înregistrează cea mai lungă serie de victorii, câștigând 56 de meciuri fără a suferi vreo înfrângere.